# Une heure d'oubli
Pour plus de détails, voir Fiche technique et Distribution.
Une heure d'oubli (ou La Pigeonne) est un film muet français réalisé par Georges Denola, sorti en 1911.

## Fiche technique
- Titre : Une heure d'oubli
- Titre de travail : La Pigeonne
- Réalisation : Georges Denola
- Scénario : Fernand Beissier
- Photographie :
- Montage :
- Société de production : Société cinématographique des auteurs et gens de lettres (S.C.A.G.L.)
- Société de distribution : Pathé frères
- Pays de production :  France
- Langue : français
- Tournage : du 11 au 17 novembre 1910
- Métrage : 160 mètres
- Format : Noir et blanc — 35 mm — 1,33:1 — Muet
- Genre : Film dramatique
- Durée : 5 minutes
- Date de sortie : 
  - France : 24 mars 1911

## Distribution
- Karlmos : Lambert,, le mari
- Cécile Didier : Jeanne, la femme
- la petite Maria Fromet : l'enfant
- Georges Tréville : André de Marly
- Charles Mosnier
- Émile Mylo
- Fernand Tauffenberger